# 다마스쿠스 증권거래소
다마스쿠스 증권거래소(아랍어: سوق دمشق للأوراق المالية)는 시리아의 다마스쿠스에서 운영되는 증권 거래소다. 다마스쿠스 증권 거래소는 유로-아시아 증권거래소 연맹의 회원이다.

## 같이 보기
- 시리아의 경제